# Chateaugay, New York
Chateaugay, New York (енгл. Chateaugay) град је у америчкој савезној држави Њујорк.

## Демографија
По попису из 2010. године број становника је 833, што је 35 (4,4%) становника више него 2000. године.
| Група             | 2000.       | 2010.       |
| Белци             | 782 (98,0%) | 814 (97,7%) |
| Афроамериканци    | 4 (0,5%)    | 2 (0,2%)    |
| Азијати           | 0 (0,0%)    | 1 (0,1%)    |
| Хиспаноамериканци | 4 (0,5%)    | 6 (0,7%)    |
| Укупно            | 798         | 833         |